# Giuseppe Marotta (dirigeant sportif)
Pour les articles homonymes, voir Giuseppe Marotta.
Giuseppe Marotta, également connu sous le nom de Beppe Marotta (né le 25 mars 1957 à Varèse en Lombardie), est un dirigeant sportif italien, directeur sportif de la Juventus FC de 2010 à 2018. De décembre 2018 à juin 2024, il est directeur sportif de l'Inter Milan, puis président. 

## Biographie
Le 6 mai 2002, il est nommé directeur général de la Sampdoria. À la fin de la saison 2002-2003, après avoir réorganisé le club, la Sampdoria accède à la Serie A. Giuseppe  devient en février 2004 également administrateur délégué. Un de ses plus « gros coups » au club fut l'acquisition de l'attaquant international Antonio Cassano le 13 août 2007 en provenance du Real Madrid. Il réussit également à attirer au club un autre international italien, Giampaolo Pazzini de la Fiorentina. 
Le 17 mai 2010, la Sampdoria de Gênes annonce sur son site la démission de Marotta comme directeur général, et rejette durant les jours suivants les offres de Palermo et de Naples. Il accepte alors celle de la Juventus.
Le 19 mai 2010, il est officiellement nommé en tant que directeur général de la Juventus et prend ses fonctions le 1er juin.
Le 27 octobre 2010, il entre au conseil d'administration de la société footballistique piémontaise et est nommé administrateur délégué. 
Il sera, en accord avec la logique sportive et économique de la Juve, à l'origine de coups à « prix malins », transferts de joueurs qui deviendront par la suite piliers de l'équipe:
Il fera signer Pirlo à paramètre zéro, Barzagli à 500 000€, Pogba à 1 M€, Vidal à 10 M€ .
En 2013, il fera signer Llorente à paramètre zéro, et obtiendra Tevez à 9M€.
Bien que certains paris aient été perdus, comme Krasic, Elia, Quagliarella ou Matri, il réussit, sous l'impulsion du fair-play financier et d'une manne financière réduite comparée aux mastodontes européens (Bayern, Real, Barça, PSG, les 2 Manchester, Chelsea), à signer de grands joueurs ou de futures stars en devenir à moindre coût. Il quitte ses fonctions le 25 octobre 2018.
Le 13 décembre 2018, il devient administrateur délégué de l'Inter Milan .
Il continue sa politique d'achats à bon prix et fait notamment venir à l'Inter de Milan des joueurs comme Stefan de Vrij, Aleksandar Kolarov, Federico Dimarco, Stefano Sensi, Hakan Çalhanoğlu, Arturo Vidal, Nicolò Barella, Christian Eriksen, Alexis Sánchez, Edin Džeko, Joaquín Correa, Lautaro Martínez ainsi que Romelu Lukaku.
En mai 2024, à la suite de la prise de pouvoir d'Oaktree en tant que propriétaire de l'Inter, Giuseppe Marotta refuse publiquement le rôle de Président en lieu et place de Steven Zhang. Pourtant, quelques semaines plus tard, l'Inter propose Giuseppe Marotta comme nouveau Président. Choix confirmé lors de l'Assemblé Générale des actionnaires le 04 juin 2024. 

## Résumé de carrière

### Carrière institutionnelle
- Membre du comité économique et des droits TV (2005) ainsi que du comité marketing (1998-2002) à la Lega Nazionale Professionisti.
- Conseiller (1995-2008) à l'Associazione Direttori Sportivi (A.DI.SE.).
- Membre du comité d'assistance à la FIGC.

### Carrière sportive
- 1978 - 1979 : directeur du secteur jeune -  AS Varèse
- 1979 - 1986 : directeur général -  AS Varèse
- 1987 - 1990 : directeur général  -  AC Monza
- 1990 - 1993 : directeur général -  Calcio Côme
- 1993 - 1995 : directeur général -  Ravenne
- 1995 - 2000 : directeur général -  SSC Venise
- 2000 - 2002 : directeur général -  Atalanta
- 2002 - 2004 : directeur général -  UC Sampdoria
- 2004 - 2010 : directeur général et administrateur délégué -  UC Sampdoria
- 2010 -  2018 : directeur général et administrateur délégué -  Juventus
- Depuis le 13 décembre  2018 : administrateur délégué -  Inter de Milan